# Roberto Nóvoa Santos
Roberto Nóvoa Santos (La Corunya, 8 de juliol de 1885 - Santiago de Compostel·la, 9 de desembre de 1933) va ser un metge i psicòleg gallec. Catedràtic de Patologia General per les universitats de Santiago de Compostel·la (1912-1928) i Madrid (des de 1929 fins a la seva mort).

## Biografia
Després d'estudiar Medicina a Santiago de Compostel·la, va començar en la docència com a professor auxiliar de Patologia General en la Facultat de Medicina de Santiago, plaça que va obtenir per oposició. El 1911 va anar a estudiar Fisiologia i Patologia a França, Àustria i Alemanya, amb una borsa d'estudis de la Junta d'Ampliació d'Estudis. En aquesta estada va publicar un total de sis treballs científics. A la seva tornada va obtenir la càtedra de Patologia a Santiago. Va ser un eminent clínic i patòleg, sent especialment notables les seves investigacions sobre la diabetis. Va deixar més de 200 treballs publicats. En el seu haver està la fundació i direcció de diverses revistes de divulgació científica. Va ser un dels més primers introductors a Espanya dels treballs de Freud.
Va desenvolupar també un important paper polític, ja que va ser diputat de la Diputació de la Corunya durant la Dictadura de Primo de Rivera, i, posteriorment, diputat a les eleccions generals espanyoles de 1931, representant a la Federació Republicana Gallega per La Corunya (després ORGA). Poc abans de morir, Nóvoa va estar a l'Argentina, durant quatre mesos, a explicar un curs el 1932, formant part de la cúpula de la Junta d'Ampliació d'Estudis, com ja havia fet anteriorment, el 1928 (Cuba).

## Obra
- La indigencia espiritual del sexo femenino, Valencia, 1908.
- Alcance y sistematización de las cromorreacciones de los albuminoides (tesi doctoral), Madrid, 1911.
- Manual de Patología General, Santiago de Compostela, 1916.
- Sistema linfático y sistema nervioso vegetativo, Santiago, 1919.
- Tratamiento de la diabetes mellitus, Ed. Calleja, Madrid, 1920.
- El problema del Mundo Interior (discurso inaugural de curso 1920-21), Santiago de Compostela, 1920.
- Physis y Psyquis, Santiago de Compostela, 1922.
- Enfermedades de la nutrición, al Tractat Iberoamericà de Medicina Interna. Madrid, 1923.
- Estudios sobre la asimetría funcional del sistema nervioso, Santiago de Compostela, 1926.
- El Instinto de la muerte, Morata, editor; Madrid, 1927.
- La mujer, nuestro sexto sentido y otros esbozos, Biblioteca Nueva, Madrid, 1928.
- Diabetes espuria y diabetes genuina, Morata, editor; Madrid, 1930
- Cuerpo y espíritu, C.I.A.P., Madrid, 1930
- La inmortalidad y los orígenes del sexo (Una inquisición biológica), Madrid, 1931.
- Patografía de Santa Teresa y el Instinto de la Muerte, Madrid, 1932.
- El advenimiento del hombre y otras conferencias, Madrid, 1933.